# Yamaha DT125
Yamaha DT125 är en motorcykelmodell från den japanska tillverkaren Yamaha, som har tillverkats i liknande offroad-skepnader från 1974 till 2008. Motorcykeln har varit populär bland unga förare, i och med att motorn har en slagvolym på under 125 cm³ och därför (sedan 1 juli 1996 också under restriktioner om begränsad effekt) har fått köras från 16 års ålder.